# Smlouva z Villafáfily

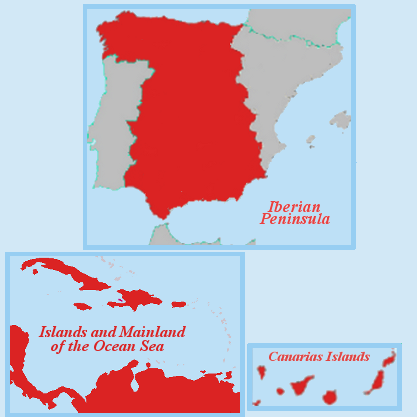
Kastilská koruna, včetně mimopevninských území na počátku 16. století, byla poprvé krátce sjednocena smlouvou z Villafáfily (1506), neoficiálně sjednocena po smrti Ferdinanda Katolického (1516) a formálně sjednocena Karlem V. v roce 1520

Smlouva z Villafáfily je smlouva podepsaná Ferdinandem Katolickým ve Villafáfile dne 27. června 1506 a Filipem Sličným v Benavente v Zamoře, dne 28. června.

## Podmínky
Smlouva uznala neschopnost Ferdinandovy dcery a Filipovy manželky Jany Šílené vládnout samostatně jako královna Kastilie, přičemž jí však ponechala královský titul. Jana nastoupila na trůn po své matce, Isabele Katolické, která svého manžela a spoluvládce Ferdinanda jmenovala regentem Kastilie jménem jejich psychicky labilní dcery. Filip však požadoval podíl na vládě.
Smlouva z Villafáfily následovala po smlouvě ze Salamanky (24. listopadu 1505), v níž byli Ferdinand a Filip jménem Jany uznáni za spoluregenty. Nová smlouva však vyžadovala, aby Ferdinand veškerou moc předal Filipovi a stáhl se do svých dědičných zemí, Aragonské koruny, kterých byla Jana rovněž předpokládanou dědičkou. Filip byl prohlášen jure uxoris králem Kastilie. Ferdinand se vzdal nejen vlády nad Kastilií, ale také lenního panství nad Indií, přičemž si ponechal polovinu příjmů z těchto království. Jana a Filip si ihned přidali k titulu „králové Indie, ostrovů a pevniny Oceánského moře“.

## Návrat Ferdinanda k moci
Smlouva se stala brzy neplatnou, protože král Filip I. 25. září zemřel. Po krátkém regentství kardinála Cisnerose převzal Ferdinand v srpnu 1507 vládu nad Kastilií, čímž se vrátil k regentství koruny a získal zpět titul lenního panství nad Indií, které si podržel až do své smrti v roce 1516, přičemž Jana byla držena v ústraní v Tordesillas.
Od Filipovy smrti v roce 1506 do Ferdinandovy smrti v roce 1516 měly Indie nejasný status, napůl jako osobní majetek králů (jako „lenní panství“ s absolutní mocí lenního pána), napůl jako království Koruny (spravované podle zákonů Kastilské koruny). Trůny Aragonu a Kastilie přešly na Janu a jejího syna Karla I., pozdějšího císaře Karla V., jako spolupanovníky, avšak s Janou drženou v ústraní byl Karel jediným faktickým vládcem. V letech 1516 až 1520 byly Indie neoficiálně součástí Kastilské koruny. Dne 9. července 1520 císař Karel V. výslovně začlenil Indie do Kastilské koruny a zakázal jejich budoucí oddělení.